# Ribeirão Três Bôcas
Ribeirão Três Bôcas är ett vattendrag i Brasilien.   Det ligger i delstaten Paraná, i den södra delen av landet, 900 km söder om huvudstaden Brasília.
Omgivningarna runt Ribeirão Três Bôcas är en mosaik av jordbruksmark och naturlig växtlighet. Runt Ribeirão Três Bôcas är det ganska glesbefolkat, med 35 invånare per kvadratkilometer.